# Spyker D8 SSUV Peking to Paris
De Spyker D8 Peking-to-Paris is een luxe vierdeurs auto die gemaakt wordt door Spyker Automobielen N.V. De auto is een kruising is tussen een sportwagen en een terreinwagen. Het model werd op de Autosalon van Genève 2006 geïntroduceerd als Spyker D12 SSUV Peking to Paris. Op de Autosalon van Genève 2008 werd de auto gepresenteerd als Spyker D8 SSUV Peking to Paris. De naam Peking to Paris refereert aan een zware wegrace uit 1907, tussen Peking en Parijs.
Het streefgewicht is voor een auto in deze klasse met 1850 kilo laag, ten opzichte van een echte sportwagen is het vrij hoog. De auto zoals deze is geïntroduceerd in 2006 zou worden voorzien van een W12 motor van Volkswagen. Daarom ook de naam D12. Echter is later in 2008 toch gekozen voor een V8 motor. Dit is ook weer te zien in de naam die de auto vanaf maart 2008 heeft Spyker D8 Peking to Paris.

## Styling
De styling van de SSUV is onder regie van CEO Victor Muller getekend door Michiel van den Brink die nu het designhuis Vandenbrink Design heeft opgericht.
De auto heeft vele verwijzingen in haar styling naar de huidige sportwagens en de historische modellen van Spyker, als de Aeroblade en de 60 HP. Opvallend is het gebruik van zogenaamde zelfmoorddeuren (deuren die naar achteren open gaan) en het ontbreken van conventionele B-stijlen.
In plaats daarvan zit er een verticale verstevigingsbalk in het midden van de auto tussen de voorstoelen.
De lengte is iets minder dan 5 meter, de auto is 2 meter breed en de hoogte is 1,8 meter. De wielbasis bedraagt 285,5 cm. Als concurrent zou wellicht de Porsche Cayenne genoemd kunnen worden.

## Prestaties & Afmetingen
|              | D12 SSUV        | D8 SSUV         |
| ------------ | --------------- | --------------- |
| Vermogen     | 510 PK & 610 NM | 550 PK & 750 NM |
| Topsnelheid* | 295KM/U         | 270KM/U         |
| 0-100KM/U    | 5 sec.          | 5,5 sec.        |
| Cilinders    | 12              | 8               |
| Lengte       | 500cm           | 500cm           |
| Breedte      | 200cm           | 200cm           |
| Hoogte       | 180cm           | 180cm           |
| Wielbaisis   | 285,5cm         | 285,5cm         |

Prestatiecijfers zijn fictief, omdat het prototype nog slechts een statisch zichtmodel is.